# Istituto dei padri di Schönstatt
L'Istituto dei padri di Schönstatt (in latino Schönstatt patres) è un istituto secolare clericale di diritto pontificio.

## Storia

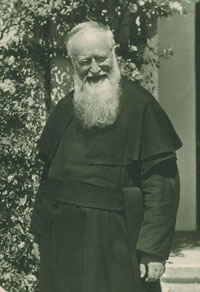
Joseph Kentenich, fondatore del movimento di Schönstatt

La congregazione venne fondata a Schönstatt, presso Vallendar, dal sacerdote pallottino Josef Kentenich (1885-1968), direttore spirituale del locale ginnasio della Società. Il 18 ottobre 1914 espose ai giovani seminaristi il suo piano di rinnovamento religioso, fondato sulla consacrazione (o alleanza d'amore) a Maria invocata con il titolo di Madre e Regina tre volte Ammirabile.
La provincia di Limburgo della Società dell'apostolato cattolico approvò il piano il 18 luglio 1919 e consentì a Kentenich di propagarlo anche al di fuori della congregazione.
Il 12 ottobre 1964 il movimento di Schönstatt si staccò dai pallottini: i sacerdoti provenienti dalla Società si unirono ai sacerdoti diocesani e ai seminaristi legati al movimento e si costituirono in istituto secolare, canonicamente eretto da Adolf Bolte, vescovo di Fulda, il 18 luglio 1965.
L'istituto divenne centrale e motrice dell'opera di Schönstatt e nel 1973 gli venne concessa la facoltà di incardinare i suoi membri.
Quello dei padri di Schönstatt venne riconosciuto come istituto di diritto pontificio il 24 giugno 1988.

## Accuse di abusi
Nel luglio 2020 vengono rese pubbliche accuse pesanti al fondatore Peter Josef Kentenich di abusi psicologici e sessuali su alcune religiose del Movimento. Dette accuse sarebbero state la causa per cui la Santa Sede decise l'allontanamento del fondatore dal suo movimento. Tali accuse sono state avanzate da Alexandra von Teuffenbach, già docente di teologia e storia della Chiesa alla Pontificia Università Lateranense e all’Ateneo “Regina Apostolorum”, la quale avrebbe trovato le prove dell'accusa di padre Kentenich negli archivi.

## Superiori generali
| Periodo   | Superiore                       |
| --------- | ------------------------------- |
| 1965–1968 | Wilhelm Wissing                 |
| 1968–1974 | Bodo-Maria Erhard               |
| 1974–1991 | Francisco Javier Errázuriz Ossa |
| 1991–2003 | Michael Johannes Marmann        |
| 2003–2015 | Heinrich Walter                 |
| 2015–2022 | Juan Pablo Catoggio             |
| dal 2022  | Alexandre Awi Mello             |